# Тортона
Торто́на (итал. Tortona, пьем. Torton-a) — коммуна в Италии, в регионе Пьемонт, подчиняется административному центру Алессандрия.
Население составляет 27 163 человека (2008 г.), плотность населения — 274 чел./км². Занимает площадь 99 км². Почтовый индекс — 15057. Телефонный код — 0131.
Покровителем коммуны почитается святой Маркиан из Тортоны, празднование 6 марта.

## Демография
Динамика населения:

## Города-побратимы
- Прива, Франция
- Зевенар, Нидерланды
- Цзянинь, Китай

## Известные люди, связанные с городом
- Маркиан из Тортоны (ок. 120 года) — епископ, священномученик.

## Администрация коммуны
- Официальный сайт: http://www.comune.tortona.al.it